# NV-lande
NV-lande står for nye vækst lande.
Nogle af de lande som kaldes NV-lande er (pr. 2007):
- Kina
- Malaysia
- Thailand
- Vietnam
- Indonesien
- Filippinerne

| Økonomi | Spire Denne artikel om økonomi er en spire som bør udbygges. Du er velkommen til at hjælpe Wikipedia ved at udvide den. |